# Pope Manufacturing Company

Werbeschrift für Columbia-Fahrräder (1886)

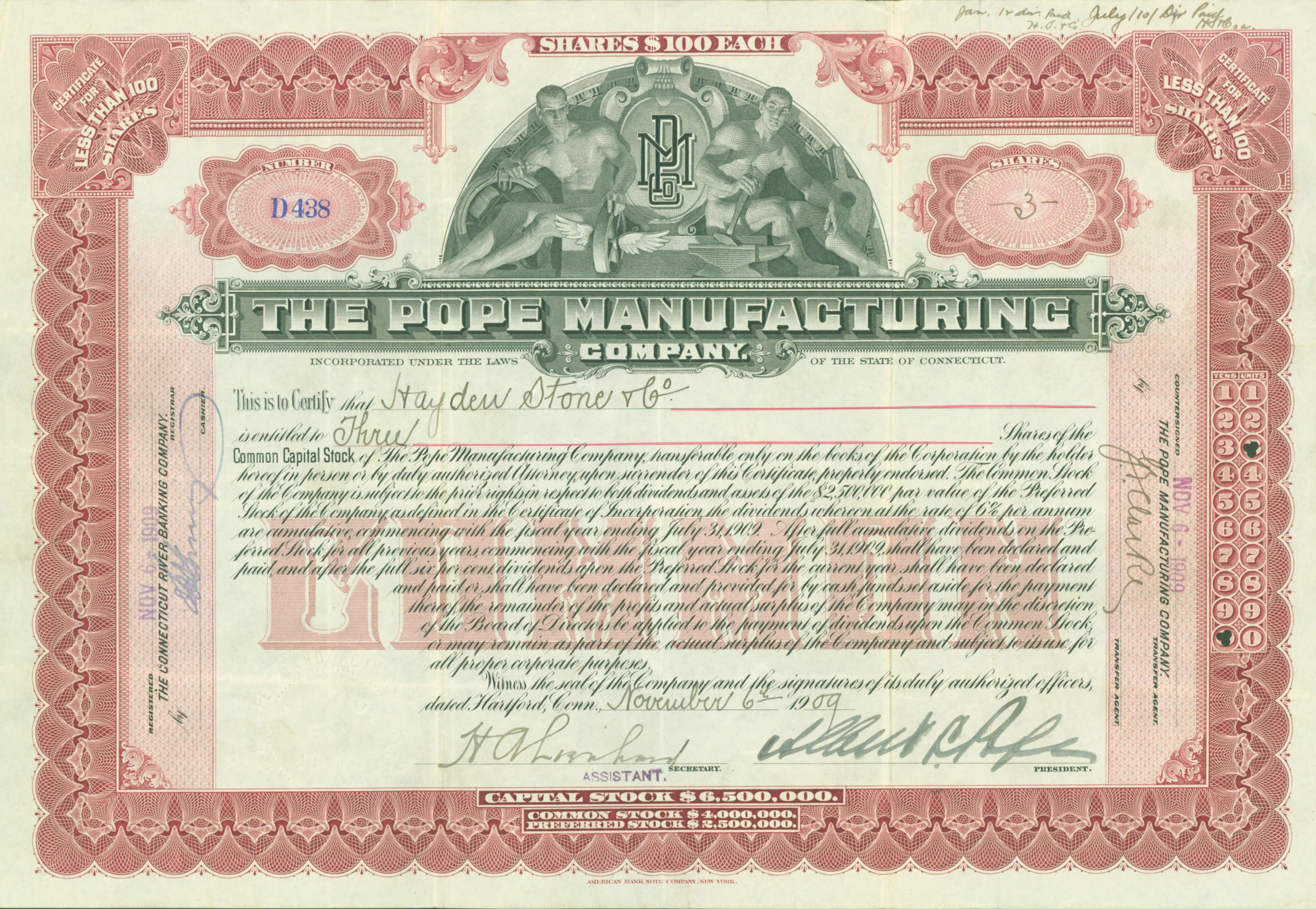
Aktie der Pope Manufacturing Company vom 6. November 1909

Die Pope Manufacturing Company war ein US-amerikanischer Fahrrad-, Motorrad- und Automobilhersteller, der 1876 von Colonel Albert A. Pope in Hartford (Connecticut) gegründet wurde.

## Fahrräder
Das erste Fahrrad konstruierte Pope 1877 und ließ es bei der Weed Sewing Machine Company in Hartford bauen. 1878 begann die Pope Manufacturing Company mit der Herstellung des Hochrades Columbia High Wheeler und übernahm die Weed Sewing Machine Company 1880. Pope kaufte Pierre Lallements Patent für Fahrräder und danach alle weiteren Fahrradpatente, denen er habhaft werden konnte. Damit beschnitt er die Möglichkeiten anderer US-Fahrradhersteller und machte ein Vermögen mit den fälligen Lizenzgebühren. Er nutzte die neuesten Errungenschaften der Fahrradherstellung wie Kugellager für alle bewegten Teile oder Stahlrohre für die Rahmen. Darüber hinaus investierte er viel Geld in die Werbung für Fahrradvereine, Fahrradzeitungen und Fahrradrennen. Bis 1896 war Pope der führende US-amerikanische Fahrradhersteller. 1899 gründete er den Bicycle Trust, der aus 40 von ihm aufgekauften kleineren Fahrradherstellern bestand.
Die Pope Manufacturing Company führte auch als Erster das Stanzverfahren für Metallteile ein.
Im Jahr 1884 machte sich der Engländer Thomas Stevens (1853–1935) mit einem Pope-Hochrad von Chicago aus als erster Mensch mit einem Fahrrad auf den Weg zu einer Weltumrundung, die über zweieinhalb Jahre dauerte.

## Elektroautomobile
1897 begann die Pope Manufacturing Company mit der Herstellung eines Elektroautomobils. 1899 hatte die Gesellschaft schon über 500 Fahrzeuge gebaut. In diesem Jahr wurde die Elektrofahrzeug-Abteilung abgespalten und mit der Electric Vehicle Company von William Collins Whitney zusammengelegt. Daraus entstand die Columbia Automobile Company, die vor allem Elektrofahrzeuge baute, später aber auch benzingetriebene Automobile im Programm führte.

## Automobile und Motorräder

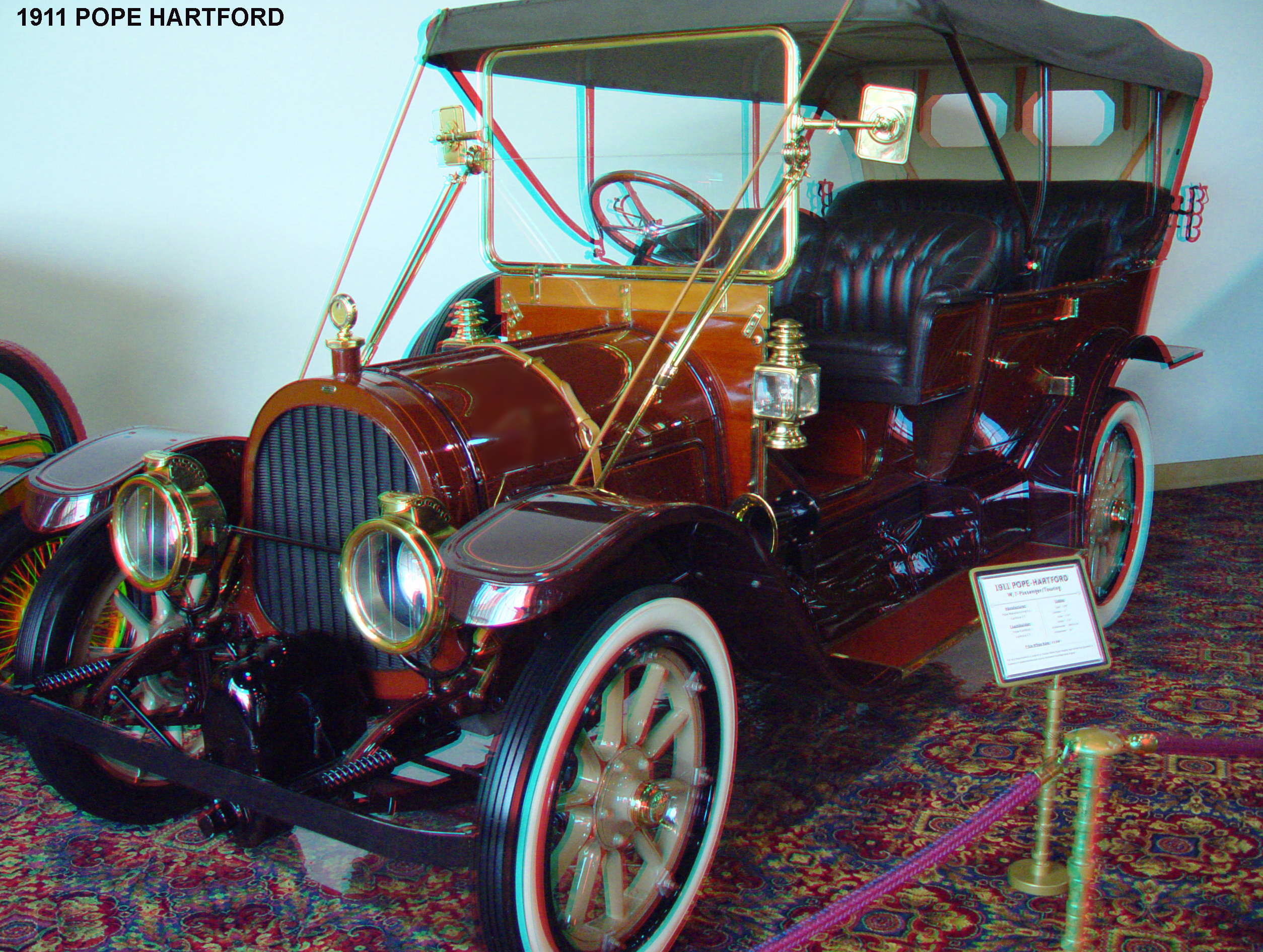
Pope-Hartford (1911)

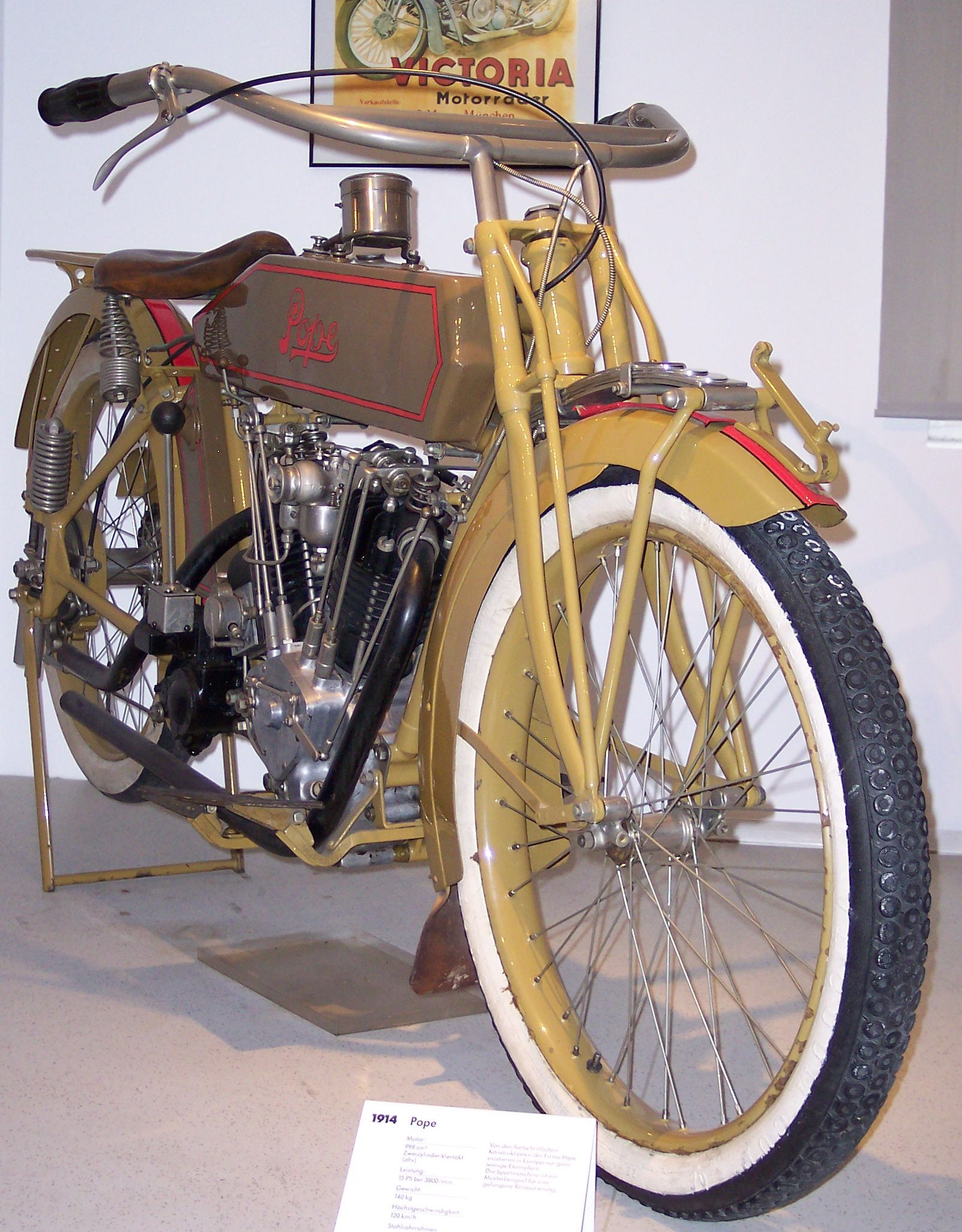
Pope-Motorrad (1914)

1901 versuchte Pope wieder in den Automobilmarkt einzusteigen, nachdem der Run auf Fahrräder abgeebbt war. Er kaufte eine Reihe kleinerer Betriebe auf und verleibte sie seinem Imperium ein. So entstanden 1903 die Pope-Robinson Company und 1904 die Pope Motor Car Company und Pope-Tribune. Auch die Pope Manufacturing Company baute ab 1904 Automobile und Motorräder unter dem Namen Pope-Hartford. Hiram P. Maxim wurde Chefingenieur der Motorfahrzeugabteilung.
Das erste Fahrzeug hatte einen Einzylindermotor, aber schon 1905 folgte ein Zweizylinder, im Jahr darauf der erste Vierzylinder. Das erste Sechszylindermodell erschien 1911. 1909 gewann ein Pope-Hartford Modell T ein Autorennen zur 300-Jahr-Feier der Gründung San Franciscos.
Während die anderen Autohersteller seines Imperiums nur kurze Zeit existierten, hielt sich die Marke Pope-Hartford bis zum Beginn des Ersten Weltkrieges. Im August 1909 starb Albert A. Pope mit 66 Jahren und sein Bruder George übernahm das Unternehmen. 1912 war das beste Jahr mit 712 verkauften Autos. 1913 musste die Pope Manufacturing Company Konkurs anmelden. Unter der Führung eines Insolvenzverwalters wurden noch bis 1914 Automobile hergestellt. Die Werte des Unternehmens wurden nach und nach veräußert und im Januar 1915 gingen die letzten Gebäude und Grundstücke an die Motorenfabrik Pratt & Whitney. George Pope starb 75-jährig im April 1918.

### Pope-Hartford Automobilmodelle
| Modell | Bauzeitraum | Zylinder | Leistung         | Radstand mm |
| ------ | ----------- | -------- | ---------------- | ----------- |
| A      | 1904        | 1        | 10 bhp (7,4 kW)  | 1981        |
| B      | 1904–1905   | 1        | 10 bhp (7,4 kW)  | 1981        |
| D      | 1905        | 2 Reihe  | 16 bhp (11,8 kW) | 2235        |
| G      | 1906–1907   | 2 Reihe  | 18 bhp (13,2 kW) | 2235        |
| F      | 1906        | 4 Reihe  | 25 bhp (18,4 kW) | 2489        |
| X      | 1907        | 2 Reihe  | 20 bhp (14,7 kW) | 2413        |
| L      | 1907        | 4 Reihe  | 30 bhp (22 kW)   | 2591        |
| R      | 1908        | 4 Reihe  | 25 bhp (18,4 kW) | 2591        |
| M      | 1908        | 4 Reihe  | 30 bhp (22 kW)   | 2845        |
| S      | 1909        | 4 Reihe  | 30 bhp (22 kW)   | 2896        |
| T      | 1910        | 4 Reihe  | 40 bhp (29 kW)   | 3099        |
| W      | 1911        | 4 Reihe  | 50 bhp (37 kW)   | 3150        |
| Y      | 1911        | 6 Reihe  | 50 bhp (37 kW)   | 3404        |
| 27     | 1912        | 4 Reihe  | 50 bhp (37 kW)   | 3150        |
| 28     | 1912        | 6 Reihe  | 60 bhp (44 kW)   | 3404        |
| 31     | 1913        | 4 Reihe  | 40 bhp (29 kW)   | 2997        |
| 33     | 1913        | 4 Reihe  | 50 bhp (37 kW)   | 3150        |
| 29     | 1913        | 6 Reihe  | 60 bhp (44 kW)   | 3378        |
| 35     | 1914        | 4 Reihe  | 40 bhp (29 kW)   | 3010        |